# Gladbacher HTC
Der Gladbacher Hockey- und Tennis-Club, kurz GHTC, ist ein in Mönchengladbach beheimateter Sportverein, der am 9. Mai 1919 gegründet wurde. Die Vereinsfarben sind Schwarz und Rot.

## Erfolge
Die größten Vereinserfolge erreichte die Hockey-Herrenmannschaft, die in der 2. Bundesliga spielt:

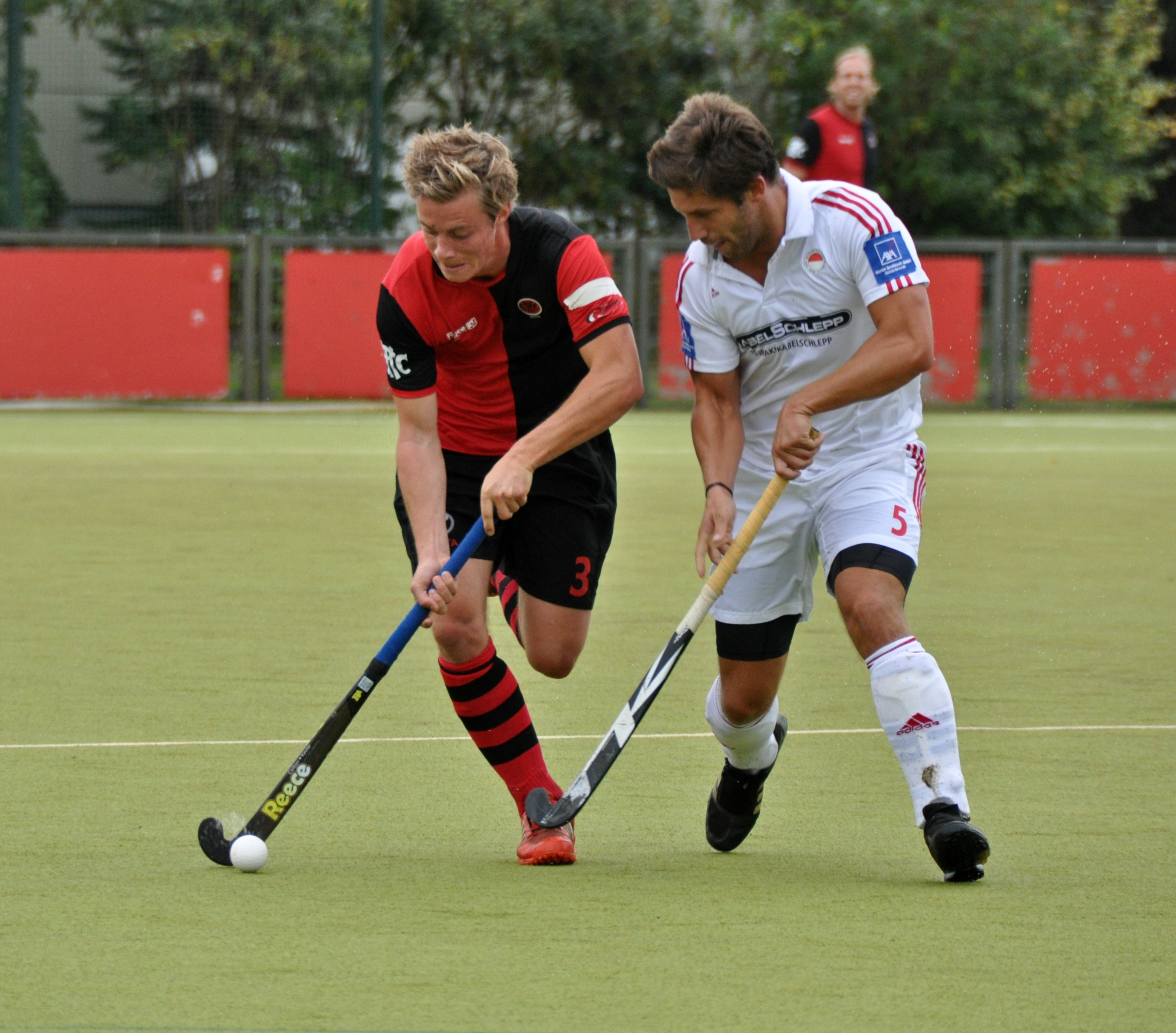
Spielszene GHTC – KHTC Rot-Weiss 2012.

- 1938 Westdeutscher Vizemeister Feld
- 1966 Deutscher Meister Feld
- 1966 Deutscher Meister Halle
- 1967 Deutscher Meister Feld
- 1981 Deutscher Meister Feld
- 1988 Deutscher Meister Halle
- 1996 Deutscher Pokalsieger Feld
- 1997 Europapokalsieger Feld
- 2000 Deutscher Pokalsieger Feld
- 2001 Vize-Europapokalsieger Feld
- 2002 Deutscher Meister Feld

| Europapokalbilanz Herren Feld |                    |        |       |            |
| Jahr                          | Wettbewerb         | Niveau | Platz | Ort        |
| 1982                          | Club Champions Cup | 1      | 5     | Versailles |
| 1997                          | Cup Winners Cup    | 1      | 1     | Reading    |
| 2001                          | Cup Winners Cup    | 1      | 2     | Den Bosch  |
| 2003                          | Club Champions Cup | 1      | 5     | Brüssel    |

## Tennis-Bundesliga
Die 1. Herren-Mannschaft spielt seit dem Jahr 2014 in der 1. Tennis-Bundesliga. 2016 wurde sie deutscher Meister und 2021 Vizemeister.
Bekannte Spieler, die im Aufgebot des GHTC standen oder stehen:
- Philipp Kohlschreiber (2016–2019)
- Cristian Garín (2021)
- Albert Ramos Viñolas (seit 2015)
- Sebastián Báez (seit 2022)
- Daniel Altmaier (2014–2016, seit 2021)
- Robin Haase (seit 2019)
- Tallon Griekspoor (seit 2021)
- Lukáš Rosol (seit 2021)
- Dustin Brown (2012–2014)
- Márton Fucsovics (2015–2019)
- Daniel Gimeno Traver (2016–2021)
- Jiří Veselý (seit 2018)
- Luca Nardi (2021)

## Hockeyjugend
Die A-Knaben wurden in der Hallensaison 2006/2007 als erste männliche Jugendmannschaft nach 24 Jahren Deutscher Meister. Zum ersten Mal in der Vereinsgeschichte schaffte es der GHTC in der Saison 2007/2008 mit drei Mannschaften in die Deutsche Endrunde zu kommen. Die A-Knaben, besiegten den Club zur Vahr Bremen mit 6:3 und wurden Deutscher Meister. Die männliche Jugend B verlor das Finale gegen Dürkheim mit 3:2. Die weibliche Jugend A gewann, nach dem verlorenen Halbfinale, das Spiel um Platz 3 mit 1:0 gegen den TG Frankenthal. Der starke 92er/93er Jahrgang konnte seinen Titel im Hallenhockey in der Saison 2008/2009 erfolgreich verteidigen und schlug den SC Charlottenburg mit 3:2 (3:0).

## Sportstätten
Der Verein hat eine über 50.000 Quadratmeter große Vereinsanlage, die zwölf Tennisplätze, einen Hockey-Kunstrasenplatz, einen Hockey-Rasenplatz, ein Schwimmbad, einen Beach-Volleyballplatz, einen kleinen Kunstrasen, eine Großsporthalle und ein Clubhaus umfasst.